# والدمار فون گاتسن
والدمار فون گاتسن (به آلمانی: Waldemar von Gazen) (۶ دسامبر ۱۹۱۷– ۱۳ ژانویه ۲۰۱۴) نظامی آلمانی در دوره رایش سوم بود که در جریان جنگ جهانی دوم در ورماخت خدمت کرد.

## زندگی
والدمار فون گاتسن روز ۶ دسامبر سال ۱۹۱۷ در هامبورگ زاده شد. سال ۱۹۳۶ به عنوان افسر دانشجو به ورماخت پیوست و سال ۱۹۳۸ با درجه ستوان دوم در هنگ ۶۶ پیاده‌نظام به سلک افسران درآمد. این یگان به هنگ ۶۶ پانتسرگرنادیِر تغییر عنوان داد و بخشی از لشکر سیزدهم زرهی بود. در جریان جنگ جهانی دوم، در تهاجم ماه ژوئن سال ۱۹۴۲ به روستوف-نا-دونو، فون گاتسن وارد بخش شمالی شهر شد و یک پل کلیدی را تصرف و در برابر ضدحملات دشمن حفظ کرد؛ بدین شکل راه گذر یگان‌های متعاقب از رود باز شد. به جهت این دستاورد روز ۱۸ سپتامبر سال ۱۹۴۲ نشان عالی صلیب شوالیه صلیب آهنین را دریافت نمود.
ماه ژانویه سال ۱۹۴۳، سروان فون گاتسن فرمانده یک گروه رزمی کوچک در درگیری‌های قفقاز بود. در یک نبرد شدید دو روزه، او و افرادش در برابر حملات متعدد دشمن پایداری و ۲۲ تانک آن‌ها را منهدم کردند. روز بعد دشمن خط آلمانی‌ها را شکست اما با ضدحمله بلافاصله فون گاستن مجدداً عقب رانده شد. به جهت این اقدامات روز ۱۸ ژانویه سال ۱۹۴۳ برگ‌های بلوط به نشان صلیب شوالیه او افزوده گشت. ماه بعد به درجه سرگرد ترفیع گرفت. در حالی که همچنان در هنگ ۶۶ پانتسرگرنادیر خدمت می‌کرد، روز ۳ اکتبر سال ۱۹۴۳ شمشیرهای صلیب شوالیه نیز به او اعطا شد. ماه اوت سال ۱۹۴۴ به ستاد کل منتقل گردید. تا پایان جنگ آن‌جا بود و تا درجه سرهنگ ترفیع گرفت.
سال ۱۹۴۶ از اسازت آزاد شد و در زندگی غیرنظامی حرفه وکالت و سردفتری را پیشه کرد.